# 佳能 EF 135mm 鏡頭

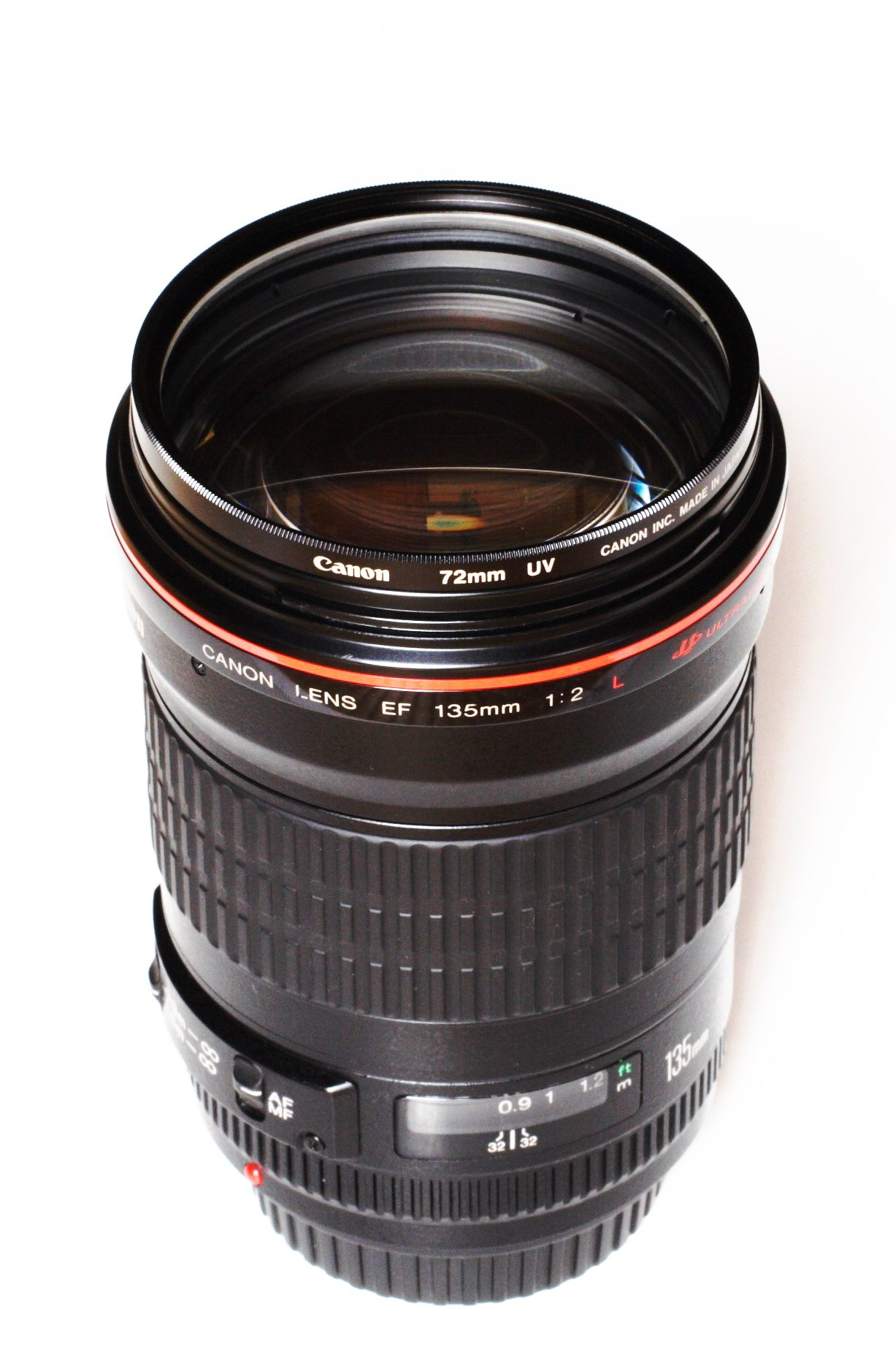
佳能 EF 135mm 鏡頭

佳能 EF 135mm 鏡頭是一系列由佳能公司生產的定焦鏡頭，一共有下列幾種型號：
- EF 135mm f/2L USM
- EF 135mm f/2.8 柔焦

當135mm鏡頭用於佳能數碼EOS系列的APS-C幅面機身（如佳能 EOS 550D）時，視角會變窄，其等效於全幅機身上的216mm視角（乘以系數1.6）。當用於APS-H幅面機身（如佳能 EOS-1D Mark IV）時，其等效於全幅機身的175.5mm視角（乘以系數1.3）。

## 佳能 EF 135mm f/2 L USM
| 視角(對角)    | 18°                 |
| 鏡片組        | 8組 10片            |
| 光圈葉片數    | 8 片                |
| 最小光圈      | f/32                |
| 最近對焦距離  | 0.9 m               |
| 放大倍率      | 0.19x               |
| 鏡頭馬達驅動  | 環形超音波馬達(USM) |
| 濾光鏡尺寸    | 72 mm               |
| 鏡長x最大直徑 | 112 x 82.5 mm       |
| 重量          | 750 公克            |

## 外部連結
- Canon EF 135mm f/2L USM （页面存档备份，存于）
- Canon EF 135mm f/2.8 柔焦